# 立陶宛歷史 (1219年—1295年)

立陶宛自明道加斯統治時期至當代的領土變遷概況

立陶宛1219年至1295年間歷史，是關於第一個立陶宛國家，立陶宛大公國的建立與早期歷史。立陶宛的史前時代於十三世紀初期畫下句點。從此以後，立陶宛歷史便以編年史、條約與其他文字記錄記載。1219年，二十一名立陶宛公爵與加利西亞-沃里尼亞王國簽下了和平條約。此事件普遍被視為波羅的海族群的團結與統一的首次證明。儘管利沃尼亞騎士團與條頓騎士團二個基督騎士團之間不斷的交戰，立陶宛大公國最終仍順利建國，並掌管了黑俄羅斯、波羅茲克、明斯克等疆域，及其他當今立陶宛國土以東的疆土。現今的立陶宛在基輔羅斯崩潰後已逐漸衰弱。
首位冠上大公頭銜的統治者是明道加斯。他普遍被公認是建國者，統一波羅的海族群並建立了公國的人。然而，部分學者對此觀念提出異議，辯指在明道加斯之前，可能早在1183年，便存在了一個有系統的國家。在與他的外甥一同平定了一場對內戰爭後，明道加斯於1251年受洗，並於1253年受加冕為立陶宛國王。然而，1261年，他打破了與利沃尼亞騎士團之間的和睦，可能甚至拋棄了基督教信仰。1263年，明道加斯遭突安尼歐塔（Treniota）暗殺，結束了立陶宛早期的基督教王國。接下來的120年，立陶宛成了非基督教的帝國，在北方十字軍企圖使他們的國土基督教化期間，抵抗著條頓與利沃尼亞騎士團。
在明道加斯死後，由於七名大公在接著的三十二年間擁有頭銜，而導致立陶宛大公國進入了一段相對不穩定的時期。人們對此時期的了解甚少，僅知道幾丁米尼王朝（Gediminid）在1280年被發現。儘管國情不穩定，大公國並沒有瓦解。維加尼斯於1295年取得權力，並在接下來的二十年，為公國在幾迪米納斯（Gediminas）與其子歐爵達斯（Algirdas）領導下的拓展與強盛，打下了堅固基礎。大公國建立於1219年至1295年間，而1295年後則開始它向外擴張的時期。

## 建國

### 波羅的海的統一

波羅的海部落於約十三世紀的地圖。波羅的海東南岸地區的東部居民以棕色標明，西部居民則示以綠色。

波羅的海東南岸地區的居民，因受到來自德國宗教騎士團侵襲的外來威脅，而被迫使團結抵抗外敵。1202年，里加主教亞伯特成立了聖劍兄弟騎士團，以促進基督教化，進而征服里加灣附近的利沃尼亞人、庫洛尼亞人、賽米加里人與愛沙尼亞人。它打了幾場成功的戰役，並為立陶宛領土帶來了極大的威脅。騎士團的侵略在1236年撒羅戰役的挫敗後終止，在此戰役後騎士團幾近瓦解。最後，它與條頓騎士團合併，並繼續它對波羅的海人民的侵略，其被稱作「Reisen」。
1226年，馬佐夫舍的康拉德一世向條頓騎士團提供齊姆諾做為作戰的基地，換取對他的國土的保衛與對普魯士人的征服。1230年，騎士團適應了齊姆諾，建了一座城堡，並開始侵襲普魯士人的領土。歷時四十四年，儘管期間普魯士人曾二度起義對抗他們，騎士團攻克了大部分的普魯士人部落。此後，騎士團花了九年的時間征服那杜魯維人（Nadruvian）、斯卡維人（Skalvian）與約特文基人（Yotvingian），而自1283年起，他們取得了絕佳的位置，從國境以西之處，威脅著初建國的立陶宛。
| 已知的立陶宛軍事考察 | 已知的立陶宛軍事考察 | 已知的立陶宛軍事考察 | 已知的立陶宛軍事考察 | 已知的立陶宛軍事考察 |
| 年分                 | 對利沃尼亞           | 對俄羅斯             | 對波蘭               | 合計                 |
| -------------------- | -------------------- | -------------------- | -------------------- | -------------------- |
| 1201–10              | 12                   | 5                    | 1                    | 18                   |
| 1211–20              | 7                    | 6                    | 2                    | 15                   |
| 1221–30              | 2                    | 3                    | 2                    | 7                    |
| 1231–40              | -                    | 4                    | 1                    | 5                    |
| 1241–50              | 3                    | 9                    | 3                    | 15                   |
| 1251–60              | -                    | 6                    | 3                    | 9                    |
| 1261–63              | 2                    | 2                    | 2                    | 6                    |
| 合計                 | 26                   | 35                   | 14                   | 75                   |

## 外部連結
1. Gudavičius, Edvardas (1996). "Following the Tracks of a Myth". Lithuanian Historical Studies.
2. Baranauskas, Tomas (2000). "The Formation of the Lithuanian State". Lietuvos.net
3. Baranauskas, Tomas (2006). "Chronology: High Middle Ages (1183–1283)". Lietuvos.net